# (1077) Campanula
(1077) Campanula ist ein Asteroid des Hauptgürtels, der am 6. Oktober 1926 vom deutschen Astronomen Karl Wilhelm Reinmuth in Heidelberg entdeckt wurde. 
Der Asteroid ist nach der Pflanzengattung der Glockenblumen benannt.